# Der entzauberte Regenbogen
Der entzauberte Regenbogen: Wissenschaft, Aberglaube und die Kraft der Phantasie ist ein  Sachbuch des englischen Evolutionsbiologen Richard Dawkins, das 1998 im englischen Original mit dem Titel Unweaving the Rainbow und 2002 auf Deutsch erschien.
Dawkins, der an der Oxford University lehrt, diskutiert in seinem Buch die Beziehung zwischen Naturwissenschaft und Kunst aus der Perspektive des Wissenschaftlers.

## Inhalt
Dawkins richtet sich an ein breites Publikum und versucht, seine Faszination an der Wissenschaft zu vermitteln. Er vertritt darin die These, dass Wissenschaft keinesfalls langweilig und eintönig sei, sondern vielmehr von Kraft, Witz und Geist sprühe.
Der Titel des Buches bezieht sich auf den Vorwurf des romantischen Dichters John Keats, Isaac Newton habe mit der physikalischen Erklärung des Regenbogens diesen entzaubert. Dawkins dagegen vertritt die These, dass eine wissenschaftliche Erklärung die Welt nicht an Schönheit mindere, sondern ihr vielmehr an Schönheit und Eleganz neue Dimensionen hinzufüge. 
Gleichzeitig stellt sich Dawkins in seinem Buch gegen jede Form von Pseudowissenschaft und Aberglauben wie Astrologie, welche er als im direkten Gegensatz zur Wissenschaft stehend ansieht.

## Rezensionen
„Der entzauberte Regenbogen ist das Produkt eines betörenden und faszinierenden Gedankens. Dawkins versucht alle Leser an seiner hervorragend informierten Begeisterung teilhaben zu lassen.“

„Dawkins mag recht haben, dass unser Bedürfnis nach Wunder wesentlich besser durch echte Wissenschaft gestillt wird, als von allem Geschwätz über das Paranormale. Aber es ist auch keine leichte Aufgabe, sicherzustellen, dass die echte Wissenschaft, die wir verehren, unsere Wertschätzung auch wirklich verdient.“

## Ausgaben
- Richard Dawkins: Der entzauberte Regenbogen: Wissenschaft, Aberglaube und die Kraft der Phantasie (Originaltitel: Unweaving the Rainbow. Science, Delusion and the Appetite for Wonder.  Houghton & Mifflin, Boston, MA 1998, ISBN 0-395-88382-2, übersetzt von Sebastian Vogel). In: rororo science. rororo  61337, Reinbek bei Hamburg 2002, ISBN 3-499-61337-9.